# Palazzo Santini
Il Palazzo Santini si trova a Lucca in via Cesare Battisti.

## Storia e descrizione
Fu edificato nel XVI secolo dalla famiglia Santini, casato lucchese di commercianti di seta, facoltoso e influente sia nella vita economica che in quella politica della città. 
Si tratta di un imponente palazzo che si inserisce a pieno titolo nell’arte e nella storia della città per la sua particolare struttura architettonica e perché ornato di decorazioni in stucchi nei soffitti, emblemi araldici, stemmi delle contrade lucchesi (tra i quali, naturalmente, anche quello dei Santini) e figure allegoriche delle arti più nobili.
Sulla facciata che dà su via del Moro presenta un portale ornato da un bassorilievo con trofeo d'armi, mentre la facciata di via Cesare Battisti porta uno stemma in pietra proveniente (1974) dalla Porta San Donato .
Nel 1837 il palazzo Santini divenne il Palazzo Civico della città. Il comune, infatti, lo acquistò dalla Marchesa Marianna Montecatini, nata Santini, e il 27 dicembre di quell’anno vi stabilì la residenza dell’amministrazione comunale. Nel 1972 la sede di rappresentanza del sindaco e della giunta fu spostata in Palazzo Orsetti, acquistato nel 1962 e restaurato, mentre palazzo Santini rimase ed è tuttora sede del Consiglio Comunale e di diversi uffici del comune.
Sui muri del portico, ornato di colonne, sono presenti due lapidi: la prima riporta il Bollettino di guerra firmato Diaz e la seconda è quella per il Decennale dalla liberazione.